# ترنت الکساندر-آرنولد
ترنت جان الکساندر-آرنولد (انگلیسی: Trent John Alexander-Arnold؛ زادهٔ ۷ اکتبر ۱۹۹۸) بازیکن فوتبال اهل انگلیس است که در پست دفاع راست و هافبک دفاعی برای باشگاه رئال مادرید در لالیگا بازی می‌کند. او که به پاس‌کاری‌ها و پاس گل‌هایش معروف است، و به‌عنوان یکی از بهترین مدافعان راست در جهان شناخته می‌شود.
الکساندر-آرنولد در سال ۲۰۰۴ به آکادمی لیورپول پیوست و کاپیتان این باشگاه در سطح نوجوانان بود. او اولین بازی خود را برای بزرگسالان در سال ۲۰۱۶ و در سن ۱۸ سالگی انجام داد و در دو فینال پیاپی لیگ قهرمانان اروپا در سال‌های ۲۰۱۸ و ۲۰۱۹ بازی کرد و توانست در فینال ۲۰۱۹ به مقام قهرمانی دست پیدا کند و در تیم منتخب لیگ قهرمانان اروپا قرار بگیرد. این حضورها الکساندر-آرنولد را به جوان‌ترین بازیکنی تبدیل کرد که در فینال‌های متوالی در این رقابت‌ها حضور داشته‌است. در همان سال وی به همراه لیورپول قهرمان سوپر جام اروپا و جام باشگاه‌های جهان شد. در رقابت‌های فوتبال داخلی، او برنده جایزه بهترین بازیکن جوان سال ۲۰–۲۰۱۹ و برنده اولین جایزه اهدایی بهترین بازیکن جوان فصل لیگ برتر شد، دو بار در تیم منتخب پی‌اف‌ای انتخاب شد و به پایان دادن عدم قهرمانی ۳۰ ساله لیورپول در لیگ با قهرمانی در لیگ برتر فصل ۲۰–۲۰۱۹ کمک کرد و تمام جام‌های ممکن با لیورپول را کسب کرده‌است، البته فریبکاری او در ضربه کرنر که منجر به گل در مقابل بارسلونا شد هم قابل توجه است.
الکساندر-آرنولد همچنین در رده‌های مختلف جوانان انگلیس حضور داشته‌است و اولین بازی خود برای تیم ملی بزرگسالان را در سال ۲۰۱۸ انجام داده‌است. او پس از آن در جام جهانی فوتبال ۲۰۱۸ حضور داشته‌است، جایی که او به چهارمین بازیکن نوجوانی تبدیل شد که برای انگلیس در این مسابقات به میدان می‌رفت، همچنین در لیگ ملت‌های اروپا ۱۹–۲۰۱۸ نیز تیم ملی انگلیس را همراهی کرد جایی که کشورش در اولین دوره مسابقات در جایگاه سوم قرار گرفت.
وی در فصل ۱۷–۲۰۱۶ عنوان بهترین بازیکن جوان باشگاه لیورپول را از آن خود کرد.
وی در درسال ۲۰۲۵ به صورت بازیکن ازاد ليورپول را به سمت رئال مادرید ترک کرد .
او در جام جهانی باشگاهی در اولین بازی خود به مصاف الهلال عربستان میرود

## آمار ملی

### بازی‌های ملی
تا تاریخ ۲۰ نوامبر ۲۰۲۳
| انگلستان | انگلستان | انگلستان | انگلستان |
| سال      | بازی     | گل       | پاس گل   |
| -------- | -------- | -------- | -------- |
| ۲۰۱۸     | ۵        | ۱        | ۰        |
| ۲۰۱۹     | ۴        | ۰        | ۱        |
| ۲۰۲۰     | ۳        | ۰        | ۰        |
| ۲۰۲۱     | ۴        | ۰        | ۳        |
| ۲۰۲۲     | ۲        | ۰        | ۰        |
| ۲۰۲۳     | ۵        | ۱        | ۱        |
| مجموع    | ۲۳       | ۲        | ۵        |

### گل‌های ملی
| شماره | تاریخ          | میزبان | بازی ملی | حریف   | نتیجه | رقابت                         |
| ----- | -------------- | ------ | -------- | ------ | ----- | ----------------------------- |
| ۱     | ۱۵ نوامبر ۲۰۱۸ | لندن   | ۵        | آمریکا | ۳–۰   | دوستانه                       |
| ۲     | ۱۶ ژوئن ۲۰۲۳   | تاکالی | ۱۹       | مالت   | ۴–۰   | مقدماتی جام ملت‌های اروپا ۲۰۲۴ |

## افتخارات

### لیورپول
- لیگ برتر فوتبال انگلستان(۱): ۲۰–۲۰۱۹
- جام اتحادیه فوتبال انگلستان(۱): ۲۲–۲۰۲۱
- جام حذفی فوتبال انگلستان(۱): ۲۲–۲۰۲۱
- سوپر جام فوتبال انگلستان(۱): ۲۰۲۲
- لیگ قهرمانان اروپا(۱): ۱۹–۲۰۱۸
  - نایب‌قهرمانی: ۱۸–۲۰۱۷، ۲۲–۲۰۲۱
- سوپرجام اروپا(۱): ۲۰۱۹
- جام باشگاه‌های جهان(۱): ۲۰۱۹